# Lejonhätting
Lejonhätting (Conocybe pygmaeoaffinis) är en svampart som först beskrevs av Elias Fries, och fick sitt nu gällande namn av Robert Kühner 1935. Conocybe pygmaeoaffinis ingår i släktet Conocybe och familjen Bolbitiaceae.   Inga underarter finns listade i Catalogue of Life.
I den svenska databasen Dyntaxa används istället namnet Pholiotina pygmaeoaffinis för samma taxon.  Arten är reproducerande i Sverige.